# Coupe des moins de 17 ans de l’union des fédérations de football d'Afrique centrale
La Coupe de l'UNIFFAC -17 est une compétition de football réservée aux équipes junior des moins de 17 ans réunissant les pays de l'Union des fédérations de football d'Afrique centrale (UNIFFAC).

## Palmarès
| Année | Pays-hôte | Finale                    | Finale | Finale    |
| Année | Pays-hôte | Champion                  | Score  | Finaliste |
| ----- | --------- | ------------------------- | ------ | --------- |
| 2008  | Limbé     | Cameroun                  | 2 - 1  | RD Congo  |
| 2009  | Limbé     | République centrafricaine | 2 - 1  | Gabon     |
| 2011  | Ndjamena  | Tchad                     | 2 - 1  | Cameroun  |
| 2023  | Limbé     | Cameroun                  | Groupe | Congo     |